# Liste von Bergwerken in Oberhausen

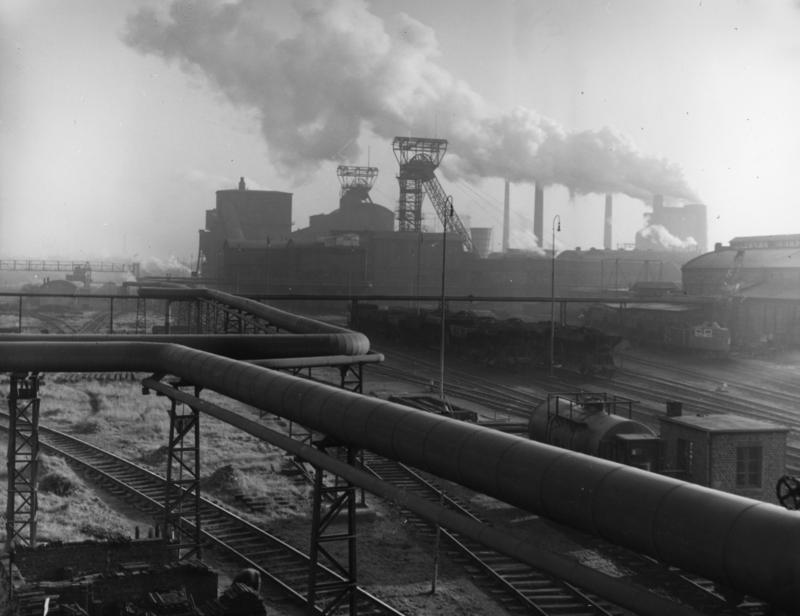
Zeche Concordia IV/V, Oberhausen, Kohlebergbau, 1959

Die Liste von Bergwerken in Oberhausen umfasst die stillgelegten Bergwerke in Oberhausen, Ruhrgebiet. Sie zählen zum Rheinisch-Westfälischen Kohlenrevier. 

## Geschichte
1850 wurde die Zeche Concordia als erstes Bergwerk in Oberhausen eröffnet.
Mitte der 1960er Jahre stand der Bergbau in Oberhausen in der Krise. In den 1990er Jahren kam das Ende.

## Liste
Die Zeitpunkte bedeuten ggf. auch den Verleih der Rechte, Beginn der Teufe, bzw. Verfüllung und Abriss bis zur endgültigen Schließung. Ggf. standen die Anlagen auch zwischenzeitlich still. 
| Name        | Stadt und Ortsteil  | Beginn | Ende | Anmerkungen                                                 |
| ----------- | ------------------- | ------ | ---- | ----------------------------------------------------------- |
| Alstaden    | Alstaden            | 1859   | 1972 | ursprünglich Zeche Swalmius, 1859 in Alstaden umbenannt     |
| Concordia   | Lirich, Buschhausen | 1854   | 1968 |                                                             |
| Hugo Haniel | Holten              | 1904   | 1931 |                                                             |
| Jacobi      | Osterfeld           | 1913   | 1974 | ab 1968 als Verbundbergwerk „Jacobi/Franz Haniel“ betrieben |
| Oberhausen  |                     | 1859   | 1931 | ursprünglich Zeche Königsberg genannt                       |
| Osterfeld   | Osterfeld           | 1879   | 1992 |                                                             |
| Roland      | Dümpten             | 1856   | 1928 |                                                             |
| Sterkrade   | Sterkrade           | 1903   | 1933 |                                                             |
| Vondern     | Vonderort           | 1902   | 1932 |                                                             |